# Marga Mulia (Kikim Timur)
Marga Mulia is een bestuurslaag in het regentschap Lahat van de provincie Zuid-Sumatra, Indonesië. Marga Mulia telt 1815 inwoners (volkstelling 2010).